# 235e régiment d'infanterie

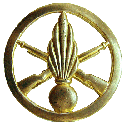
insigne de béret d'infanterie

Le 235e régiment d'infanterie (235e RI) est un régiment d'infanterie de l'Armée de terre française constitué en 1914 avec les bataillons de réserve du 35e régiment d'infanterie.
À la mobilisation, chaque régiment d'active créé un régiment de réserve dont le numéro est le sien plus 200.

## Création et différentes dénominations
- 2 août 1914 : 235e Régiment d'Infanterie
- 30 octobre 1916 : dissolution.
- Septembre 1939 : le régiment est reformé.

## Chefs de corps
- 2 - 13 août 1914 : lieutenant-colonel Albert
- 13 août 1914 - 30 octobre 1916 : lieutenant-colonel Vicq
- Campagne 39-40:

1939 : Lieutenant-Colonel Baumann.

## Historique des garnisons, combats et batailles

### Première Guerre mondiale

#### Affectation
Casernement Belfort, 113e Brigade d'Infanterie, 7e Région, 4e Groupe d'Infanterie à la 57e Division d'Infanterie d'août 1914 à novembre 1916.

#### 1914
Alsace (d'août à décembre)...
Le 235e Régiment prend forte part à la bataille du Moulin de la Caille (ou Gaille) le 12 et 13 août 1914 entre Magny et Montreux-Jeune. Il repousse l'offensive allemande et protège ainsi la ville de Belfort en tenant le « Verrou de Belfort ». Un monument commémoratif est élevé entre ces deux communes.

#### 1915
Alsace même secteur...Ammerzwiller, Bernwiller, Balschwiller, Dieffmatten.
Embarquement à Marseille pour l'Armée d'Orient envoyé à Salonique pour appuyer les armées serbes contre les Allemands et les Bulgares, Salonique...Serbie...

#### 1916
- Camp retranché de Salonique... bataille de Doïran... Prise de Flórina.
- 4 octobre 1916 : Torpillage, par un sous-marin allemand au large de la Sardaigne, du Gallia sur lequel se trouvait un renfort de soldats du 235e R.I[1]
- Le régiment est dissout le 30 octobre 1916.

### Seconde Guerre mondiale
Formé le 7 septembre 1939 dans le secteur de Dole CMI no 73 sous les ordres du lieutenant-colonel Baumann, il appartient à la 57e Division d'Infanterie.

## Drapeau
Il porte, cousues en lettres d'or dans ses plis, les inscriptions suivantes :
- Alsace 1914
- Florina 1916

## Décoration
Aucune citation au régiment.

## Insigne
Lion sur terrasse reposant sur croissant doré frappé du sigle 235e R.I.

## Sources et bibliographie
- Historique du 235e régiment d'infanterie : campagne 1914-1919, Belfort, Herbelin, 24 p., lire en ligne sur Gallica.
- Archives militaires du château de Vincennes.
- À partir du Recueil d'historiques de l'Infanterie française (général Andolenko - Eurimprim, 1969).